# Station Eibergen
Station Eibergen is een voormalig spoorwegstation aan de spoorlijn Winterswijk - Neede. Het station werd geopend op 15 oktober 1884 en voor het personenverkeer gesloten op 3 oktober 1937. Tot 1974 werd het nog gebruikt voor goederenverkeer op het traject Winterswijk-Borculo. Het station werd voorafgegaan door stopplaats Hupsel en gevolgd door station Neede.
Het stationsgebouw, van het type GOLS groot, werd gebouwd in 1883. Rond circa 1909 is het gebouw uitgebreid met een wachtkamer voor de 2e klasse.. Tevens was er een telegraafkantoor van de HIJSM in het gebouw gevestigd. In 1956 werd het stationsgebouw gesloopt. Op de voormalige locatie van het station bevindt zich een speeltuin in een park ter hoogte van het kruispunt tussen de Burgemeester Smitsstraat en Stationsweg.